# メリー・クリスマス (ジューク・ボックスのアルバム)
『メリー・クリスマス』は、1971年11月に発売された、ジューク・ボックスのミニアルバムである。

## 概要
その後も更にメンバーチェンジや脱退者があり、最終的には小谷と風間の2名だけとなった。 1974年にグループが消滅となった為、これが最後の作品となった。
2022年3月時点で未CD化。

## 収録曲
- SIDE A

1. 二人だけのクリスマス 
作詞：山上路夫／作曲：田辺信一※（オリジナル曲）
2. 赤鼻のトナカイ （カバー曲）
3. ブルー・クリスマス （カバー曲）

- SIDE B

1. かなしき聖夜
作詞：山上路夫／作曲：田辺信一※（オリジナル曲）
2. ジングル・ベル （カバー曲）
3. もみの木 （カバー曲）